# Acid jazz
Acid jazz, também conhecido como club jazz, é um gênero musical que combina elementos do soul music, jazz, funk e música disco particularmente com batidas loop. O baixo é um instrumento de grande destaque nessa ramificação do Jazz.

## Artistas principais
- Sia
- Brand New Heavies
- Galliano
- Incognito
- Jamiroquai
- Smoke City
- Zero 7
- The Asteroids Galaxy Tour